# Echinochloa rotundiflora
Espèce
Echinochloa rotundiflora est une espèce de plantes monocotylédones de la famille des Poaceae, sous-famille des Panicoideae, originaire d'Afrique tropicale.
Ce sont des plantes herbacées annuelles, aux tiges (chaumes) dressées de 60 cm à 1,2 mètre de long.
Cette espèce fait partie du groupe des krebs, graminées sauvages faisant l'objet de cueillette à des fins alimentaires dans la région sahélienne.

## Synonymes
Selon Catalogue of Life (25 juin 2017) :
- Brachiaria obtusiflora (Hochst. ex A.Rich.) Stapf
- Panicum obtusiflorum Hochst. ex A.Rich.

## Distribution
L'aire de répartition originelle d'Echinochloa rotundiflora  comprend plusieurs pays d'Afrique tropicale, orientale : Érythrée, Éthiopie, Soudan, et centre-occidentale : Cameroun, Nigeria.